# Martinice v Krkonoších
Martinice v Krkonoších è un comune della Repubblica Ceca facente parte del distretto di Semily, nella regione di Liberec.